# ISO 11616
Die ISO 11616:2012 ist eine Norm der Internationalen Organisation für Normung (ISO), die ein verschiedene Informationsebenen zur Identifizierung von Arzneimitteln oder Arzneimittelgruppen beschreibt. Sie definiert Datenelemente, Strukturen und Beziehungen zwischen Datenelementen um pharmazeutische Produkte zu identifizieren. Das Ziel dieser Norm ist den Datenaustausch von regulatorischen Daten und damit die Identifikation von Arzneimitteln zu ermöglichen. Dies ist von Bedeutung für die Pharmakovigilanz, regulatorische und andere Aktivitäten.
Der Standard wurde in der Arbeitsgruppe WG6 (Pharmacy) des Technischen Komitee ISO TC 215 Health Informatics erarbeitet.

## Weitere relevante Standards
Der Standard ISO 11616:2012 gehört zu einer Gruppe von fünf Standards zur Identifikation von Arzneimitteln (IDMP). Weitere Standards sind
- ISO 11615 - Arzneimittel[2]
- ISO 11240 - Maßeinheiten[3]
- ISO 11239 - Kataloge für Darreichungsformen, Dosiereinheiten, Anwendungsarten und Behältnisse[4]
- ISO 11238 - Substanzinformationen[5]

Die gesamte Gruppe der Normen wurde für die Nutzung bei Humanarzneimitteln entwickelt.